# Agil
För andra betydelser, se Agil (olika betydelser).
Agil är en ort i Mexiko.   Den ligger i kommunen Chamula och delstaten Chiapas, i den sydöstra delen av landet, 700 km öster om huvudstaden Mexico City. Agil ligger 1 855 meter över havet och antalet invånare är 300.
Terrängen runt Agil är huvudsakligen kuperad, men den allra närmaste omgivningen är bergig. Runt Agil är det ganska tätbefolkat, med 139 invånare per kvadratkilometer. Närmaste större samhälle är San Cristóbal de las Casas, 14,2 km öster om Agil. I omgivningarna runt Agil växer huvudsakligen savannskog.